# Ligyrus burmeisteri
Ligyrus burmeisteri är en skalbaggsart som beskrevs av Steinheil 1872. Ligyrus burmeisteri ingår i släktet Ligyrus och familjen Dynastidae. Inga underarter finns listade i Catalogue of Life.